# コブラ (芸術運動)
コブラ（COBRA、CoBrA）とは、第二次世界大戦後の西ヨーロッパ（主にベネルクス諸国や北欧諸国）で起こった前衛芸術運動(アート・ムーブメント)。原初的なエネルギーに満ちた激しい絵画で知られ、カレル・アペル、コルネイユ、アスガー・ヨルンなどの芸術家が代表的。1948年11月にパリで結成され、活動期間は1949年から1952年の間であった。
「コブラ」という名称は、グループ結成に主導的な役割を果たしたベルギーの詩人・画家のクリスチャン・ドートルモンが、メンバーの本拠地のコペンハーゲン（Copenhagen）、ブリュッセル（Brussels）、アムステルダム（Amsterdam）の頭文字をとってつけたものであり、その名の通りパリやニューヨークの現代美術の流れからやや距離を置いた独自の活動を行った。

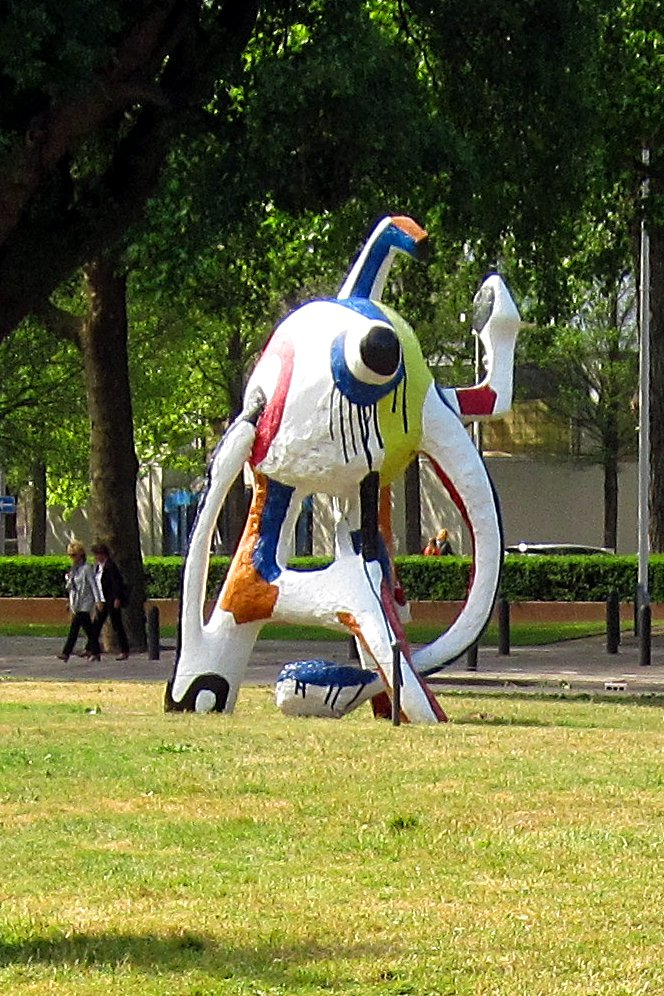
カレル・アペルの野外彫刻作品

コブラはオランダのグループ「レフレックス（Reflex）」、ベルギーのグループ「シュールレアリスム・レヴォリュシオネール（革命的シュルレアリスム、Revolutionary Surrealist Group）」、デンマークのグループ「ホスト（Høst）」が合流して形成された。その活動期間中、2度の大きな展覧会を開いている。一回目は1949年にオランダ・アムステルダム市立美術館で、二回目はベルギー・リエージュ市のパレ・デ・ボザールで開催された。
このグループは、前の世代のシュルレアリスムの顛末を批判し、シュルレアリスムが描こうとしていた無意識などの世界を絵画や詩を通して改めて捉えなおそうとした。その絵画作品は鮮やかな色彩と激しいブラッシュ・ストローク（筆遣い）、歪められた人体などからなる半抽象的な画面が特徴であった。
インスピレーションの源は世界各地の民族芸術や原始芸術（プリミティブ・アート）、民衆芸術（フォークアート）、子供や障害者の絵画（アール・ブリュット）などであり、その純粋性、楽天性、原初のエネルギーに自分たちの目指すものと共通するところを見出していた。激しい絵画空間や、無意識の世界や純粋さへの関心は、同時期のアメリカのアクション・ペインティングやフランスのアンフォルメルと共通するところが大きく、ヨーロッパの美術の道筋を示した運動のひとつと位置づけられる。
アムステルダム近郊のアムステルヴェーンにはコブラ美術館があり、コブラの作家たちの作品や資料、その他各国の前衛芸術運動の作品を研究・展示している。

## コブラに参加した芸術家
- ピエール・アレシンスキー（Pierre Alechinsky）, (1927年生まれ)
- エルセ アルフェルツ(Else Alfelt, 1910年-1974年)
- カレル・アペル（Karel Appel）, (1921年-2006年)
- ジャン・ミシェル・アトラン(Jean-Michel Atlan, 1913年-1960年)
- エイラー・ビレ(Ejler Bille,1910年-2004年)
- Pol Bury, (1922年-2005年)
- フーゴ・クラウス(Hugo Claus,1929年-2008年)
- コンスタン（コンスタン・ニーウェンホイス）（Constant）, (1920年-2005年)
- コルネイユ（ギヨーム・コンスタン・ファン・ベフェルロー）（Corneille）, (1922年)
- クリスチャン・ドートルモン（Christian Dotremont）, (1922年-1979年)
- ジャック・ドゥーセ(Jacques Doucet, 1924年生まれ)
- Lotti van der Gaag, (1923年-1999年)
- ウィリアム・ギア(William Gear,1915年-1997年)
- ステフェン・ ギルバート(Stephen Gilbert,1910年-2007年)
- Svavar Guðnason, (1909年-1988年)
- Henry Heerup, (1907年-1993年)
- エギル・ヤコブセン(Egill Jacobsen,1910年-1998年)
- Asger Jorn, (1914年-1973年)
- ルチェベール(Lucebert,1924年-1994年)
- ヨルゲン・ナッシュ(Jørgen Nash,1920年-2004年)
- Jan Nieuwenhuys, (1922年-1986年)
- Erik Ortvad, (1917年-2008年)
- Pieter Ouborg, (1893年-1956年)
- カール＝ヘニング・ペデルセン (Carl-Henning Pedersen,1913年-2007年)
- Anton Rooskens, (1906年-1976年)
- ラウル・ユバック (Raoul Ubac,1910年-1985年)
- Theo Wolvecamp, (1925年-1992年)
- 鳰川誠一, (Seiichi Niokawa)
- 中島由夫, (Yoshio Nakajima)
- シンキチ・タジリ, (Shinkichi Tajiri)